# Конституція Паульскірхе

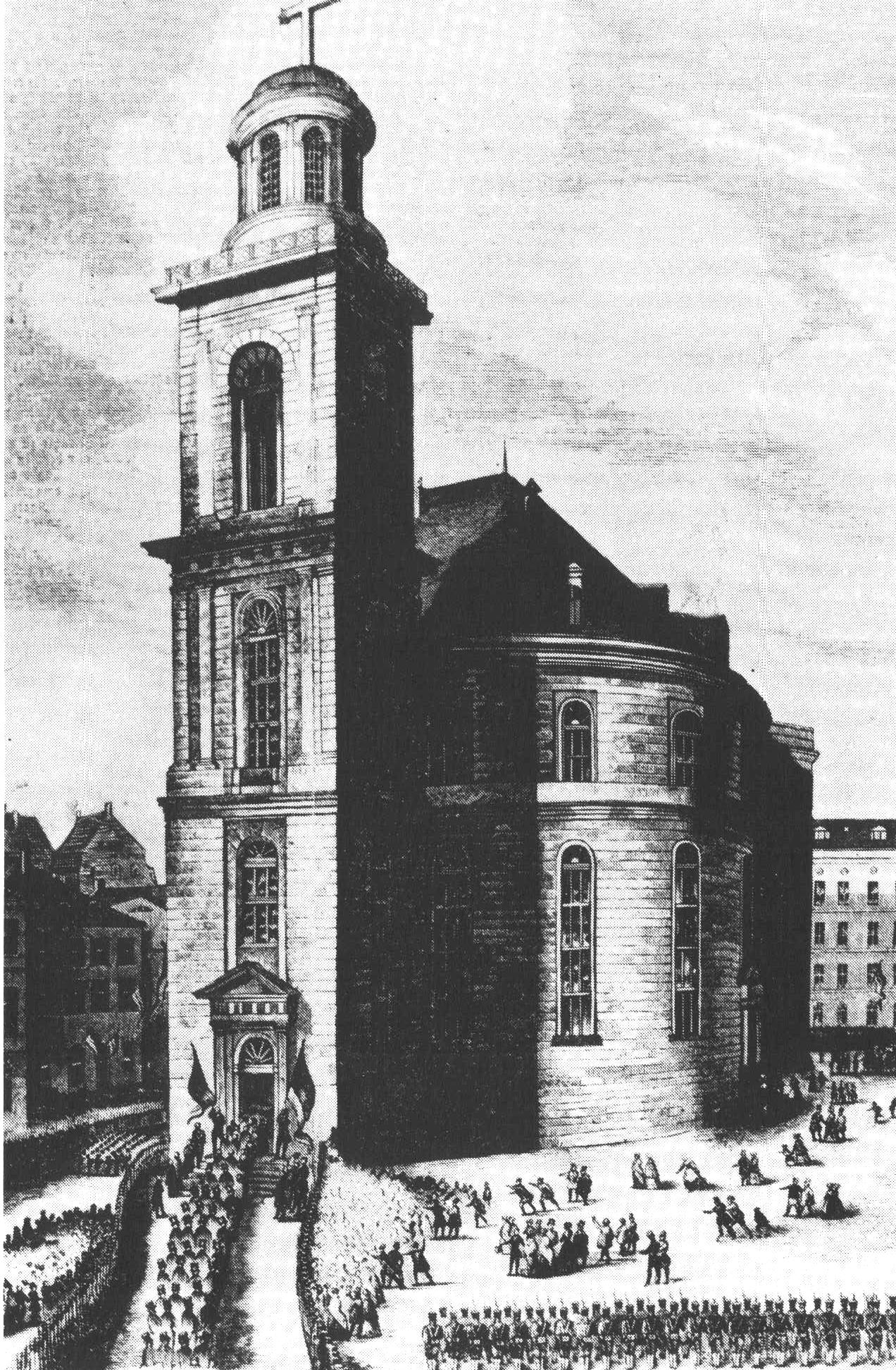
В'їзд делегатів Франкфуртських національних зборів в Паульскірхе — церква Святого Павла у Франкфурті-на-Майні, де була прийнята Конституція Паульскірхе. Гравюра 1848

Конституція Паульскірхе (нім. Paulskirchenverfassung; офіційно називалася Verfassung des deutschen Reiches — конституція Німецької імперії) — перша загальнонімецька конституція, прийнята демократичним шляхом.
Вона була прийнята 27 березня 1849 на Франкфуртських національних зборах, які відбулися після Березневої революції 1848 року в церкві Святого Павла у Франкфурті-на-Майні. Згодом німецьким князям і зокрема королю Пруссії вдалося сформувати (де-юре незаконний) збройний опір, тому де-факто не діяла.

## Зміст
Конституція Паульскірхе встановлювала в Німеччині конституційну спадкову монархію. Династію або регента цієї спадкової монархії передбачалося вибирати демократичним голосуванням. З цією метою кайзерська депутація звернулася до короля Пруссії Фрідріха Вільгельма IV з пропозицією прийняти корону і стати кайзером німців. Фрідріх Вільгельм IV заявив, що є государем божою милістю і відмовився.
Подальша конституційна кампанія і революційні повстання на південному заході Німеччини, які все ж змусили німецьких князів прийняти конституцію, були розбиті влітку 1849 військовою силою. Оскільки конституція вже набула чинності, мова йде про збройний путч старої влади, попри те, що громадськості це спритно підносилося як юридично законне наведення громадського порядку. Замість Конституції Паульскірхе Фрідріх Вільгельм IV підготував скориговану конституцію, якою зумів повернути собі більшу частину владних повноважень.
Незважаючи на це Конституція Паульскірхе справила вплив на конституційний розвиток Німеччини, зокрема, в області основних прав людини. Ці права склали ядро проекту конституції і вступили в силу ще 27 грудня 1848 по  Імперському закону про основні права німецького народу (нім. Reichsgesetz betreffend die Grundrechte des deutschen Volkes). Пізніше вони були включені в окремий розділ Конституції Паульскірхе, а пізніше були інкорпоровані в Веймарську конституцію і Основний закон ФРН.
Тривалі дебати викликало також питання про остаточне оформлення нової національної німецької держави. На голосування було представлено два варіанти: малонімецький і великонімецький шлях об'єднання Німеччини.